# ピーター・リーガート
ピーター・リーガート（Peter Riegert, 1947年4月11日 - ）は、アメリカ合衆国の俳優、脚本家、映画監督。

## 来歴
ニューヨーク・ブロンクス区出身。ユダヤ系アメリカ人。ニューヨーク州立大学バッファロー校卒業。
俳優のほかに、脚本家、映画監督としても活動している。
ベット・ミドラーと一時期交際していた。

## 主な出演作品

### 映画
- アニマル・ハウス National Lampoon's Animal House (1978)
- ローズ The Rose (1979)
- ローカル・ヒーロー/夢に生きた男 Local Hero (1980)
- ア・マン・イン・ラブ Un homme amoureux / A Man in Love (1987)
- デランシー・ストリート/恋人たちの街角 Crossing Delancey (1988)
- ショック・トゥ・ザ・システム/殺意のシステム A Shock to the System (1990)
- オスカー Oscar  (1991)
- 幸福の選択 The Object of Beauty (1991)
- マイセン幻影 Utz (1992)
- お葬式だよ全員集合!  Passed Away (1992)
- ジプシー Gypsy (1993)
- 企業買収/250億ドルの賭け Barbarians at the Gate  (1993)
- マスク The Mask (1994)
- ヤング・ヒットマン Coldblooded (1995)
- ネオナチへの潜入/あるジャーナリストの闘い The Infiltrator (1995)
- あなたに逢いたい Pie in the Sky (1996)
- インフィニティ/無限の愛 Infinity (1996)
- 薔薇の眠り Passion of Mind (2000)
- 舞台よりすてきな生活 How to Kill Your Neighbor's Dog (2000)
- トラフィック Traffic (2000)
- 幸せへのキセキ We Bought a Zoo (2011)
- アメリカン・バーニング American Pastoral (2016)

### テレビドラマ
- M*A*S*H M*A*S*H  (1977)
- ザ・ソプラノズ 哀愁のマフィア The Sopranos  (2001-2002)
- LAW & ORDER:性犯罪特捜班 Law & Order: Special Victims Unit (2004-2007)
- ダメージ Damages (2007)
- カシミアマフィア Cashmere Mafia (2008)
- レバレッジ 〜詐欺師たちの流儀 Leverage (2009)
- グッド・ワイフ The Good Wife (2009-2012)
- One Tree Hill One Tree Hill (2010-2011)
- オヤジ・アタック Dads (2013-2014)
- HERO 野望の代償 Show Me a Hero (2015)
- アンブレイカブル・キミー・シュミット Unbreakable Kimmy Schmidt (2017-2018)
- メディア王 〜華麗なる一族〜 Succession (2021)
- BULL / ブル 法廷を操る男 Bull (2022)